# Höhere Kriegsschule Warschau (1919–1946)

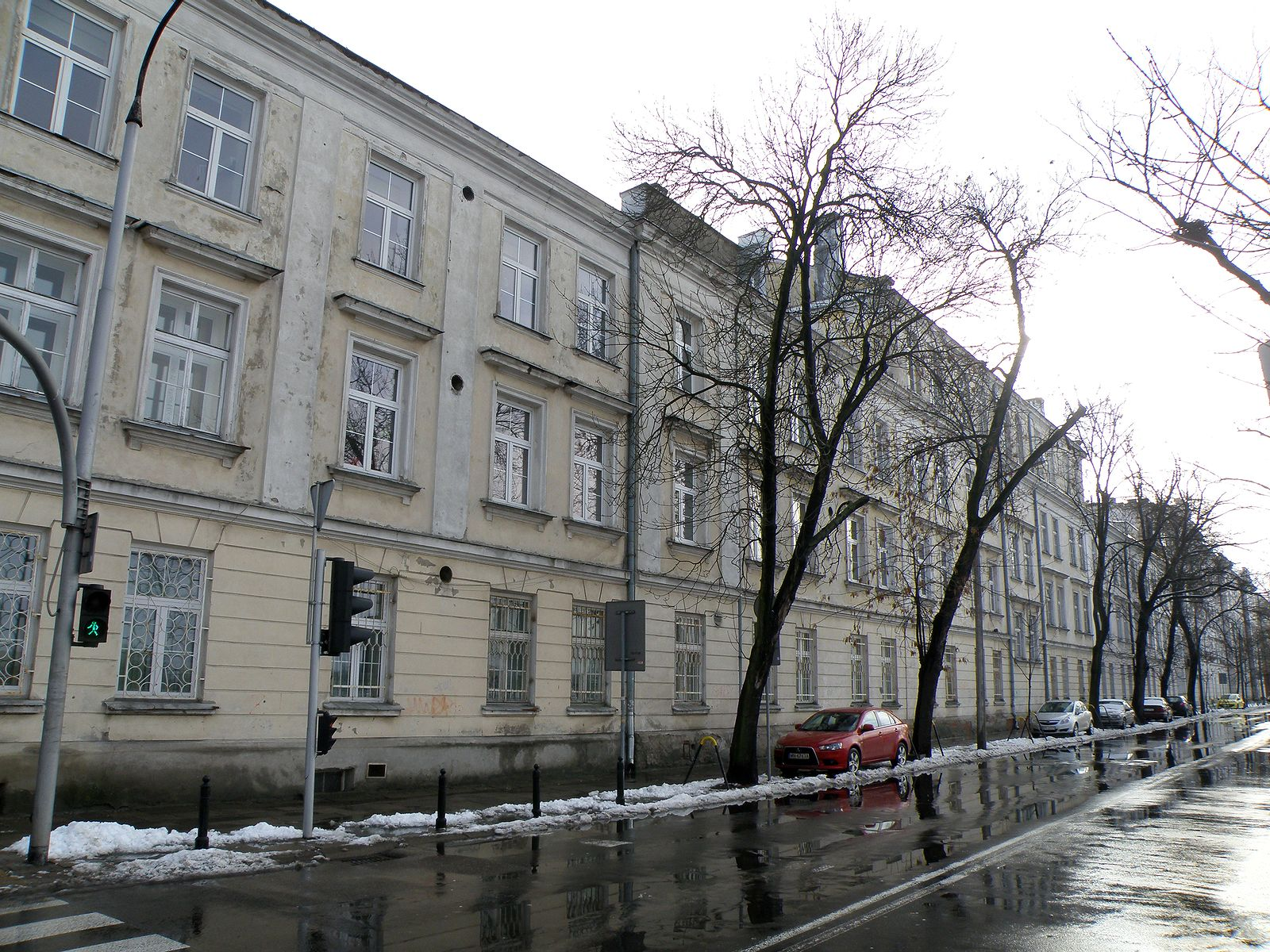
Das Gebäude im Jahr 2012

Die Höhere Kriegsschule (polnisch Wyższa Szkoła Wojenna) in Warschau war eine von 1919 bis 1946 in Polen und im Exil existierende Ausbildungsstätte der polnischen Streitkräfte. Sie ist die Vorgängerin der Akademie der Kriegskunst, ebenfalls in Warschau.

## Geschichte
Nach der Wiedergeburt Polens im Jahre 1918 verfügte das Land bereits über militärische Eliten, die in den Streitkräften in Deutschland, Frankreich, Österreich-Ungarn und Russland ausreichend Erfahrungen gesammelt hatten. Dazu im Widerspruch steht, dass die Besatzungsmächte kaum Polen in Spitzenpositionen beförderten. Deshalb gab es ein offensichtliches Defizit an polnischen Generalstabsoffizieren und Polen in militärischen Spitzenverwendungen. Eine gewisse Erleichterung konnte durch die Einrichtung der Kriegsschule des Generalstabs polnisch Szkoła Wojenna Sztabu Generalnego im Jahre 1919 mit Unterstützung der französischen Militärmission in Polen sowie der französischen Militärschule Saint-Cyr geschaffen werden.
Nach dem Polnisch-Sowjetischen Krieg wurde die Lehreinrichtung am 16. August 1922 in Höhere Kriegsschule umbenannt. Bis 1928 waren die Professoren vorwiegend Franzosen, denen polnische Offiziere assistierten. Unter ihnen befand sich beispielsweise Charles de Gaulle, späterer Präsident Frankreichs (1959–1969), der damals als Taktikprofessor lehrte.
Das Studium war keineswegs rein militärisch ausgerichtet, und so lehrten hier auch namhafte Wissenschaftler und Persönlichkeiten wie beispielsweise Tadeusz Kotarbiński, Edward Lipiński und Marian Kukiel. Denen standen Offiziere nicht nach, die über umfangreiche persönliche Kampferfahrungen im Ersten Weltkrieg, im Polnisch-Sowjetischen Krieg, Polnisch-Ukrainischen Krieg, Polnisch-Litauischen Krieg, aber auch aus dem Posener Aufstand (1918–1919) und den Schlesischen Aufständen verfügten.
Das führte schnell dazu, dass die Schule Prestige erwarb und ausländische Studenten anzog, unter ihnen aus Frankreich, Georgien, Estland, Litauen und sogar aus Japan. Unter ihnen waren auch Offiziere der ehemaligen Ukrainischen Streitkräfte Symon Petljura und russische Weißgardisten.
Im Verlauf von nur zwei Jahrzehnten absolvierten die Kriegsschule des Generalstabs mehr als 1300 Offiziere. Das blieb nicht ohne Einfluss auf den Überfall auf Polen (1939), da gut ausgebildete Generalstabsoffiziere, sowie die Dozenten und Lehroffiziere in den Führungsstäben und Einsatzverbänden der Armee Poznań kämpften, und weshalb gerade diese Armee der erfolgreichste Großverband im Polnischen Heer während des gesamten Verteidigungskrieges von 1939 wurde.
Nachdem Deutschland und die Sowjetunion Polen überrannt hatten, wurde die Lehreinrichtung geschlossen. Jedoch konnte mit britischer Unterstützung und der Westalliierten am 11. November 1940 im Londoner Exil die Lehrtätigkeit fortgesetzt werden. Die Professoren und Dozenten rekrutierten sich aus aktiven Offizierskreisen des polnischen Hauptquartiers im Exil. Die dort ausgebildeten Offiziere kämpften Seite an Seite mit den Alliierten an den Fronten des Zweiten Weltkriegs. Die Schule wurde auch zur Alma Mater für hochrangige Offiziere der tschechoslowakischen Exilarmee in Frankreich. Die Lehrtätigkeit in London wurde im Jahre 1946 eingestellt, nachdem die Alliierten die Unterstützung für die polnische Exilregierung eingestellt hatten.

## Personal und Alumni

### Kommandeure
- Stanisław Puchalski
- Stefan Majewski
- Gustaw Zygadłowicz
- Aureli Serda-Teodorski
- Kazimierz Dzierżanowski
- Edmund Kessler
- Tadeusz Kutrzeba
- Józef Smoleński
- Marian Korewo
- Roman Szymański

### Alumni (Auswahl)
Siehe auch: Kategorie:Absolvent der Höheren Kriegsschule Warschau
- Bronisław Prugar-Ketling (I. „Promotion“ 1921)
- Tadeusz Pełczyński (II. „Promotion“ 1923)
- Marian Chodacki (III. „Promotion“ 1924)
- Franciszek Pokorny (IV. „Promotion“ 1925)
- Zygmunt Berling (IV. „Promotion“ 1925)
- Gwido Langer (IV. „Promotion“ 1925)
- Leopold Okulicki (IV. „Promotion“ 1925)
- Mieczysław Zygfryd Słowikowski (IV. „Promotion“ 1925)
- Antoni Szymański (VI. „Promotion“ 1927)
- Karol Dubicz-Penther (VII. „Promotion“ 1928)
- Bronisław Duch (X. „Promotion“ 1931)
- Antoni Chruściel (X. „Promotion“ 1931)
- Stefan Loth (XI. „Promotion“ 1932)
- Jan Leśniak (XI. „Promotion“ 1932)
- Pawlo Schandruk (XVII. „Promotion“ 1938)